# Дивина перистороздільна
Дивина перистороздільна або дивина пірчастонадрізана (Verbascum pinnatifidum) — вид рослин родини ранникові (Scrophulariaceae), поширений у Греції, Україні й Туреччині.

## Опис
Дворічна трав'яниста рослина 25–50 см заввишки. Квітки сидячі або майже сидячі, в 2–3-квіткових пучках, віддалених один від одного, з довгасто-яйцюватими зубчастими листками біля основи. Прикореневе листя перистороздільне, стеблове — менше розрізане. Стебло від основи пірамідально розгалужене. Віночок жовтий, 24–28 мм завширшки.

## Поширення
Європа: Україна, Греція; Азія: Туреччина.
В Україні зростає на приморських пісках — на берегах Чорного й Азовського морів і на Арабатській Стрілці. Входить у перелік видів, які перебувають під загрозою зникнення на території Запорізької області.